# Brookside (serie de televisión)

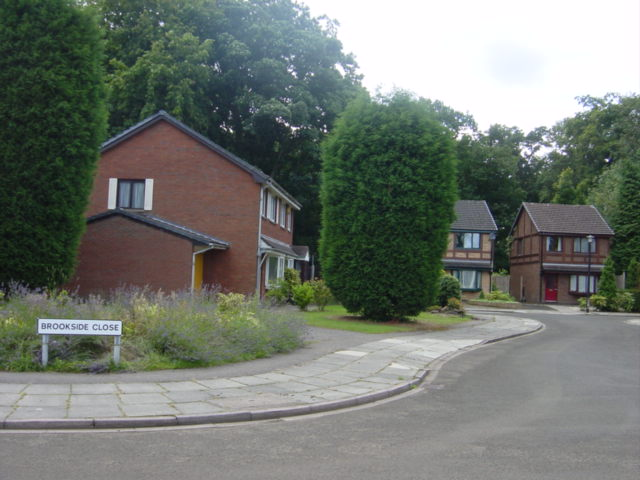
Brookside Close.

Brookside es un serial británico que se emitió por primera vez en el Reino Unido desde 1982 hasta 2003 en Channel 4.
Brookside se fija en suburbio en la Liverpool, Inglaterra.  